# Каваллиус, Лео
Карл Лео Каваллиус (швед. Karl Leo Cavallius; Пустой шаблон {{ВД-Преамбула}} ) — шведский футболист, вратарь «Броммапойкарны».

## Клубная карьера
Является воспитанником «Броммапойкарны». В 16-летнем возрасте перешёл «Стоксунд», где поначалу присоединился к юношеской команде, а перед сезоном 2024 года был переведён в основной состав. За «Стоксунд» провёл 18 матчей в первом дивизионе.
В августе 2024 года вернулся в «Броммапойкарну», с которой подписал контракт, рассчитанный на четыре с половиной года. В сезоне 2025 года по соглашению между клубами мог также выступать за «Стоксунд». 29 июня в составе «Броммапойкарны» дебютировал в чемпионате Швеции в матче с «Дегерфорсом», появившись на поле в стартовом составе.

## Клубная статистика
| Выступление      | Выступление      | Выступление      | Лига | Лига | Кубки | Кубки | Конт. кубки | Конт. кубки | Итого | Итого |
| Клуб             | Лига             | Сезон            | Игры | Голы | Игры  | Голы  | Игры        | Голы        | Игры  | Голы  |
| ---------------- | ---------------- | ---------------- | ---- | ---- | ----- | ----- | ----------- | ----------- | ----- | ----- |
| Стоксунд         | Дивизион 1       | 2024             | 18   | 0    | 0     | 0     | 0           | 0           | 18    | 0     |
| Стоксунд         | Дивизион 1       | 2025             | 1    | 0    | 0     | 0     | 0           | 0           | 1     | 0     |
| Стоксунд         | Итого            | Итого            | 19   | 0    | 0     | 0     | 0           | 0           | 19    | 0     |
| Броммапойкарна   | Алльсвенскан     | 2025             | 1    | 0    | 0     | 0     | 0           | 0           | 1     | 0     |
| Броммапойкарна   | Итого            | Итого            | 1    | 0    | 0     | 0     | 0           | 0           | 1     | 0     |
| Всего за карьеру | Всего за карьеру | Всего за карьеру | 1    | 0    | 0     | 0     | 0           | 0           | 1     | 0     |